# デーモン・シャープ
デーモン・シャープ（Damon Sharpe）は、アメリカ合衆国の音楽プロデューサー、ソングライター。ロサンゼルスを拠点に活動している。

## 人物
カイリー・ミノーグの「Get Outta My Way」をはじめ、ジェニファー・ロペス「Love Don't Cost A Thing」（全米No.1）、アナスタシアの「Paid My Dues」（世界16カ国No.1）他、元デスティニーズ・チャイルドのケリー・ローランドの「Everytime You Walk Out That Door」、モニカ、ステイシー・オリコ等をプロデュース及び楽曲提供を行う。
映画『シカゴ』のサウンドトラックを手掛け、グラミー賞の優秀サウンドトラック部門を受賞。女優のシャロン・ストーン、歌手のセリーヌ・ディオン、ジョン・レジェンド、ナタリー・コール等が参加した2005年の救済イベントのテーマ楽曲「Come Together Now」を手がける等、現在の音楽シーンにおいて最も多忙な存在の1人である。日本においては、AI、w-inds.に楽曲提供している。